# John Williams (compositor)
John Towner Williams (Floral Park, Nueva York, 8 de febrero de 1932) es un compositor, director de orquesta, pianista y trombonista estadounidense. Considerado uno de los compositores más prolíficos de bandas sonoras de la historia del cine, ha compuesto algunas de las más famosas y reconocibles de todos los tiempos como: Harry Potter, Star Wars, Tiburón, Atrápame si puedes, E.T., el extraterrestre, Superman: The Movie, Indiana Jones, Parque Jurásico, La lista de Schindler, El coloso en llamas, La aventura del Poseidón, Memorias de una Geisha y Home Alone.
Ha trabajado con el célebre director Steven Spielberg desde 1974 y ha compuesto la música de toda su obra, a excepción de tres películas. También ha realizado composiciones musicales para diversos Juegos Olímpicos, numerosas series de televisión, noticieros y varias piezas de concierto.
Williams ha ganado el Óscar en cinco ocasiones y tiene en su haber 53 nominaciones, siendo la persona viva con más nominaciones al máximo galardón del séptimo arte, compartiendo el número con el ya fallecido Walt Disney. También posee cuatro Globos de Oro, siete BAFTA y veintitrés Grammy. En 2005, su obra en la banda sonora de Star Wars fue seleccionada por el American Film Institute como la obra musical más grande del cine estadounidense. En 2020, le fue otorgado el Premio Princesa de Asturias de las Artes, compartido con el también compositor Ennio Morricone. Es uno de los compositores más reconocidos de música de cine; ha realizado la banda sonora de más de cien películas, sin contar la música para series de televisión.
En el año 2022 fue nombrado por la reina Isabel II del Reino Unido caballero comendador honorario de la Orden del Imperio Británico.

## Biografía
Nació el 8 de febrero de 1932 en Floral Park, Nueva York. Es el primogénito de Esther y John Williams Sr., y tiene dos hermanos y una hermana. Su padre fue un percusionista de jazz que tocó con el legendario quinteto de Raymond Scott.
En 1948, la familia Williams se mudó a Los Ángeles; allí, John Williams asistió a la escuela secundaria North Hollywood High School, institución en la que se graduó en 1950. Luego se trasladó a la Universidad de California, donde estudió piano y composición, y tomó clases particulares con el compositor Mario Castelnuovo-Tedesco y con el pianista-arreglista Bobby Van Eps. En 1952, fue reclutado para la Fuerza aérea de los Estados Unidos, donde arregló y dirigió música para la banda de la fuerza aérea, como parte de sus deberes.
Cuando su servicio militar terminó en 1955, Williams se trasladó a la ciudad de Nueva York y entró en la Escuela Juilliard, donde estudió piano con Rosina Lhévinne. En aquel período trabajó como pianista de jazz en varios estudios y clubes de Nueva York. También tocó para el compositor Henry Mancini en las bandas sonoras de Peter Gunn (1959), Días de vino y rosas (1962) y Charade (1963). A principios de la década de 1950 trabajó como arreglista y líder de banda para Frankie Laine y Vic Damone. En 1960 fue contratado por Columbia Records como pianista y compositor, donde realizó numerosos álbumes junto al compositor de origen alemán André Previn.

## Vida personal

### Matrimonios e hijos
Williams estuvo casado con la actriz Barbara Ruick desde 1956 hasta la muerte de ella por hemorragia intracraneal, el 3 de marzo de 1974. Juntos, tuvieron tres hijos: Joseph Williams (cantante y compositor), Mark Towner Williams (percusionista) y Jennifer Williams (médica). Se casó por segunda vez el 21 de julio de 1980 con Samantha Winslow, su actual esposa quien es fotógrafa, con quien vive en la ciudad de Boston.
Mantiene una estrecha amistad con los músicos Itzhak Perlman, Yo-Yo Ma y el difunto Seiji Ozawa; incluso les ha dedicado algunas obras.

## Interpretación y dirección
A los siete años, comenzó sus estudios de piano; luego, a los diez años, su padre estuvo de acuerdo con que, si continuaba sus clases de piano, podía comenzar a estudiar trombón. Posteriormente también aprendió a tocar la trompeta y el clarinete.
En 1980 John Williams reemplazó a Arthur Fiedler (quien había fallecido el año anterior) como director principal de la Orquesta Boston Pops. Continuó la tradición de la Pops de llevar la música clásica al público en general, e inició la serie de conciertos anuales "Pops-on-the-Heights" (Pops en las Alturas) en el Boston College. También agregó al repertorio de la orquesta una numerosa cantidad de partituras propias; de hecho, muchas de sus obras de concierto fueron estrenadas por la Boston Pops. Siguió en este puesto hasta 1993, año en que fue reemplazado por Keith Lockhart.
John Williams fue nombrado "Director Laureado" de la Boston Pops, y la dirige varias veces al año, principalmente durante la temporada de vacaciones y durante una semana de conciertos en mayo. También dirige anualmente la Noche de Películas, tanto en el Boston Symphony Hall como en Tanglewood, donde suele utilizar el Coro del festival de Tanglewood, coro oficial de la Orquesta Sinfónica de Boston, para darle acompañamiento coral a algunas de sus obras.
Frecuentemente es director invitado de otras orquestas, como la Orquesta Sinfónica de Boston, la Filarmónica de Nueva York, la Orquesta Sinfónica de Chicago y la Filarmónica de Los Ángeles, a la que dirige anualmente para los conciertos en el Hollywood Bowl.

## Composiciones

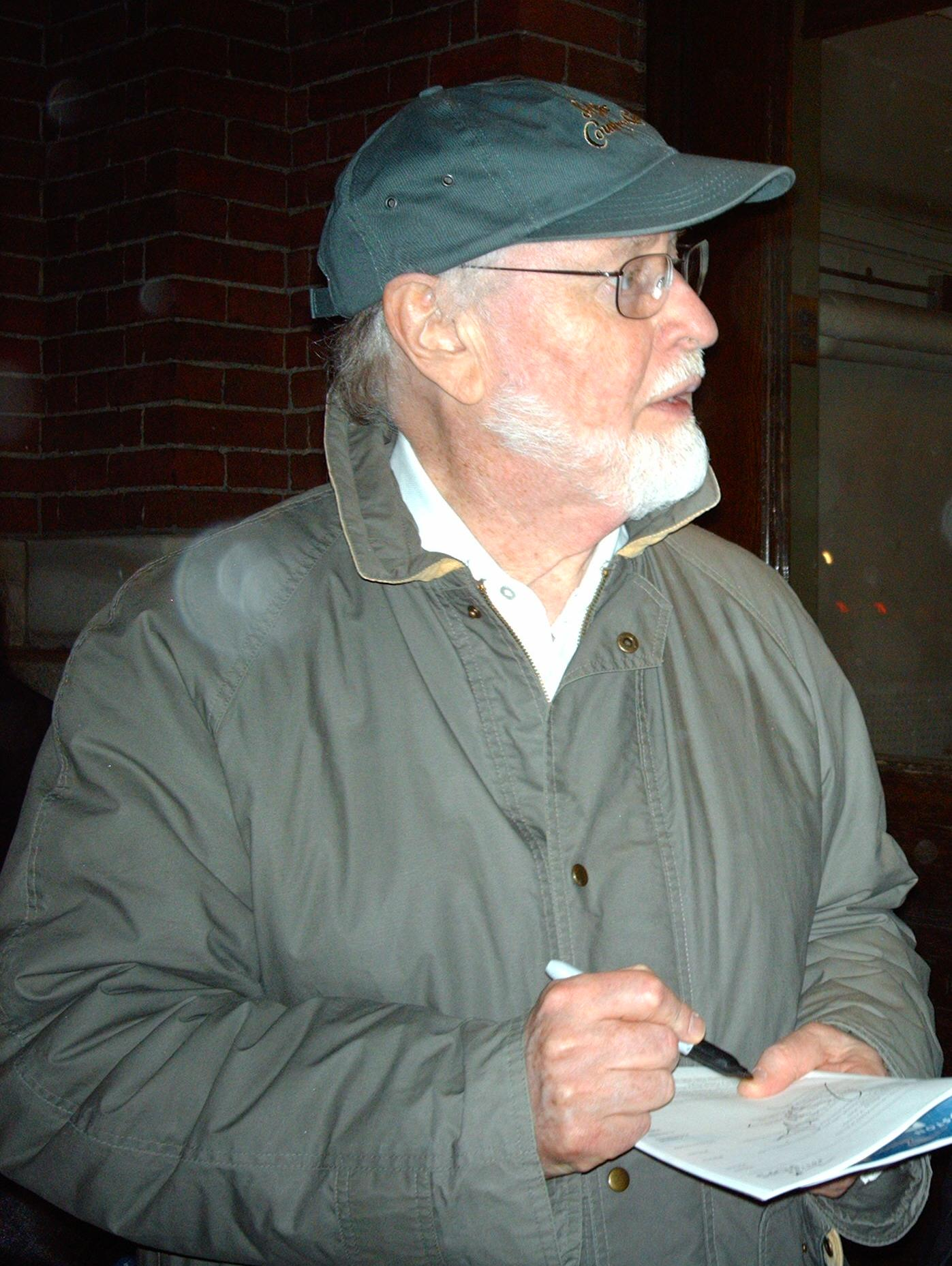
Williams firmando autógrafos después de un concierto.

John Williams tiene una amplia variedad de composiciones que abarcan bandas sonoras, conciertos, temas para televisión y obras festivas, entre otras. También ha hecho arreglos para varias grabaciones y conciertos. En 2009 compuso una obra, Air and Simple Gifts, para la ceremonia de toma de posesión de Barack Obama. Dicha obra fue interpretada por Itzhak Perlman, Yo-Yo Ma, Gabriela Montero y Anthony McGill. En la actualidad se encuentra trabajando en su concierto para arpa y orquesta. Estuvo a cargo de la composición de la banda sonora de la adaptación cinematográfica de Las aventuras de Tintín (2011).

### Estilo musical e influencias
El estilo más común de las composiciones de Williams suele ser descrito como una forma de neorromanticismo, principalmente con influencias de compositores del romanticismo alemán como Richard Wagner, Max Steiner y Erich Wolfgang Korngold. Al igual que varios compositores de dicho período (principalmente Wagner) hace uso recurrente del leitmotiv; sus leitmotiv han identificado a personajes (por ejemplo la "Marcha Imperial" a Darth Vader, la pieza "Gilderoy Lockhart" a dicho personaje), objetos (el "Tema del Arca" en Raiders of the Lost Ark), criaturas (Fawkes el fénix, en Harry Potter y la cámara secreta, el tema del tiburón en la película Tiburón), lugares ("El mar de dunas de Tatooine", en Star Wars), etcétera.

### Música de cine

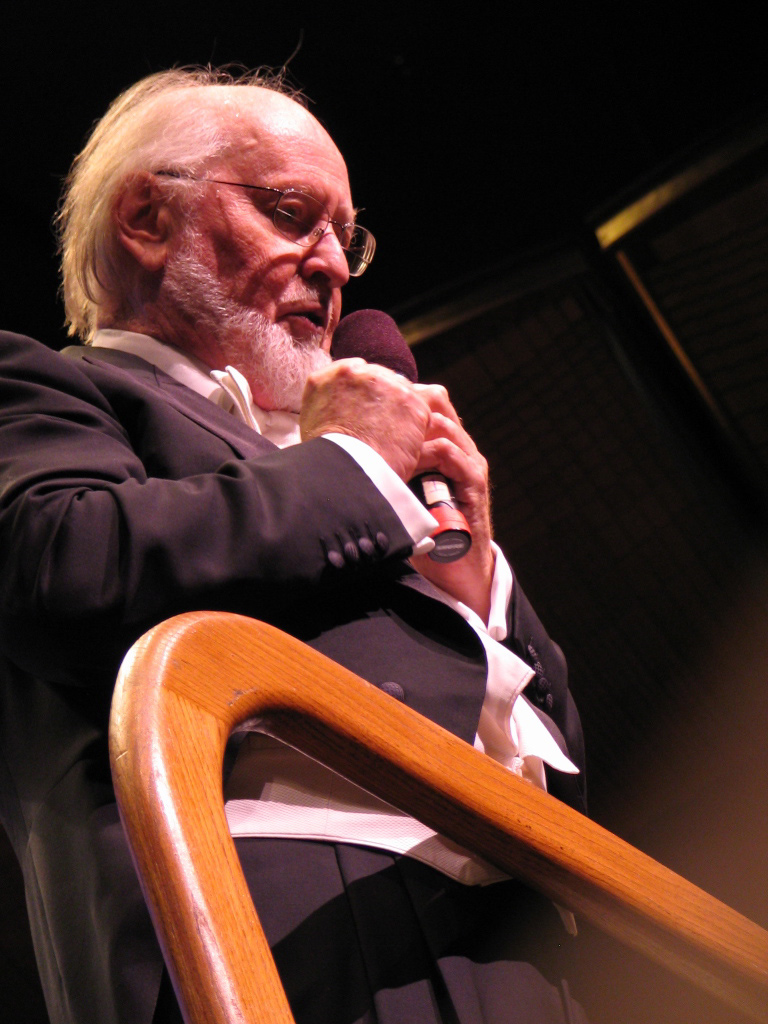
Williams en el Avery Fisher Hall en 2007.

Después de estudiar en la Escuela Juilliard, regresó a Los Ángeles y comenzó a trabajar de orquestador en estudios de películas. Trabajó, entre otros, con compositores como Bernard Herrmann, Morris Stoloff, Adolph Deutsch, Miklós Rózsa, Alfred Newman y Franz Waxman. También interpretó la parte de piano en varias bandas sonoras de Jerry Goldsmith, Elmer Bernstein y Henry Mancini. A fines de la década de 1950, comenzó a componer bandas sonoras para series de televisión. Las primeras composiciones musicales que realizó en el cine fueron para películas pertenecientes al género de la comedia, como es el caso del filme How to Steal a Million, protagonizado por Audrey Hepburn y Peter O'Toole. Sin embargo luego de alcanzar el éxito en 1972 con la banda sonora de La aventura del Poseidón, fue encasillado por las empresas cinematográficas como especialista en la composición de música para películas del género cine catástrofe.
John Williams ganó fama por su versatilidad a la hora de componer tanto jazz, música para piano, así como música sinfónica. Tuvo su primera candidatura a los premios Óscar por la música de la película Valley of the Dolls, de 1967. Ganó su primer premio, un Óscar a la mejor música, por El violinista en el tejado, en 1971.
En 1974, recibió la propuesta de Steven Spielberg para componer la música de The Sugarland Express, película en la que Spielberg debutaría como director. Spielberg confió en Williams para proveer a sus películas de los sonidos que deseaba, por lo que, un año después, volvieron a reunirse, esta vez con motivo de la película Tiburón. Esta exitosa película y su memorable música le valieron a Williams su segundo Óscar (el primero para Mejor banda sonora original) y sus primeros BAFTA, Globo de Oro y Grammy.
En el mismo período, Spielberg recomendó a John Williams a su amigo y colega George Lucas, que necesitaba un compositor para su ambiciosa película épica espacial Star Wars. Williams empleó una orquesta sinfónica grande (la Orquesta Sinfónica de Londres), a la manera de compositores de la edad de oro de Hollywood, como Erich Wolfgang Korngold y Max Steiner. El tema principal se convirtió en uno de los más popularmente conocidos en la historia de las películas de cine, y temas como el de la princesa Leia y el de la Fuerza son ejemplos del uso de leitmotiv. La película y la banda sonora fueron muy populares; de hecho, la banda sonora vendió más de 4 millones de copias, haciéndolo uno de los álbumes no-pop más exitosos en la historia de la grabación, y la banda sonora sinfónica más vendida de la historia. Con su composición, Williams ganó su tercer Óscar.
Durante los siguientes años, compuso la música de películas como Encuentros en la tercera fase (1977), Superman: The Movie, 1941 y Tiburón 2, y luego fue llamado para componer la de la segunda parte de la saga original de Star Wars: El Imperio contraataca, en la que introdujo la famosa Marcha Imperial como tema para el Imperio Galáctico y, principalmente, para Darth Vader. La trilogía concluyó en 1983, con El retorno del Jedi, siendo composiciones destacadas el Tema del Emperador (Emperor's Theme) y Celebración Ewok y Finale.
La llamada Colaboración Williams-Spielberg se reanudó con Raiders of the Lost Ark (1981), lo que le reportó a Williams otra nominación al Óscar con una banda sonora que cuenta con temas tan famosos como Raiders March, tema principal de Indiana Jones. La colaboración con Spielberg continuó con otra obra maestra del cine: E.T., el extraterrestre (1982), con la cual Williams ganó su cuarto Óscar. Posteriormente realizaron juntos El imperio del Sol, de 1987, y continuaron, abarcando desde éxitos de taquilla (Parque Jurásico y Saving Private Ryan), y tragedias sombrías (La lista de Schindler, Múnich) hasta melodramas (Memorias de una geisha). Con La lista de Schindler, John Williams consiguió su, hasta ahora, último Óscar. Spielberg dijo: "Para mí es todo un privilegio poder considerar a John Williams como amigo".
En el nuevo milenio, Williams fue llamado para componer la música de la adaptación al cine de la serie de libros de Harry Potter. Se encargó de la composición en las tres primeras películas de la franquicia. Compuso Hedwig's Theme, pieza característica de la saga que se empleó en todas las cintas. Williams no pudo aceptar el encargo de componer la música para Harry Potter y el cáliz de fuego debido a que ya tenía otras cinco bandas sonoras que desarrollar en ese año: Múnich, Memorias de una geisha, La venganza de los Sith, La guerra de los mundos y Superman Returns (en colaboración con John Ottman). Por ello, la música de esa película fue escrita por Patrick Doyle. La de Harry Potter y la Orden del Fénix quedó a cargo de Nicholas Hooper, como también la de Harry Potter y el misterio del príncipe. A pesar de que Williams expresó su interés en componer la música de las dos partes de Harry Potter y las Reliquias de la Muerte, dicha tarea finalmente quedó en manos de Alexandre Desplat.

### Conciertos, piezas y otras composiciones orquestales
Williams ha compuesto más de 50 composiciones más allá del cine y la televisión; él expresó que "cuando escribo música fuera del mundo del cine siento que puedo ser más experimental, siento que puedo ponerme a prueba y tratar de no desalentarme por los grandes maestros del pasado".
- Preludio y fuga (1965), estrenado el 29 de marzo del mismo año por Los Ángeles Neophonic Orchestra.
- Ensayo para cuerdas (1965), estrenado el 6 de diciembre del mismo año por la Sinfónica de Huston, dirigida por André Previn.
- Sinfonietta para ensamble de vientos (1968).
- Concierto para flauta y orquesta (1969), estrenado en 1981 por la Orquesta Sinfónica de Saint Louis bajo la dirección de Leonard Slatkin.
- Concierto para violín y orquesta (1976, rev. 1998), estrenado también en 1981 por la Orquesta Sinfónica de Saint Louis bajo la dirección de Leonard Slatkin. Compuesto en memoria de Barbara Ruick Williams.
- Jubilee 350 Fanfare (1980) compuesta para conmemorar el 350.º aniversario de la ciudad de Boston. Estrenada el 21 de septiembre del mismo año por la Boston Pops Esplanade Orchestra bajo la dirección de John Williams.
- Fanfare for a festive occasion (1980), dedicada a la Boston Civic Orchestra.
- Concierto para tuba y orquesta (1985), estrenado por Chester Schmitz, tubista de la Boston Pops, para el centenario de dicha orquesta.
- Fanfarria de la Libertad (Liberty Fanfare, 1986), compuesta para el centenario de la Estatua de la Libertad, fue estrenada el 4 de julio del mismo año, por la Boston Pops Esplanade Orchestra bajo la dirección de Williams.
- Concierto para clarinete y orquesta (1991), grabado por Michele Zukovsky, para quien fue escrito.[33]
- Concierto para fagot y orquesta (The Five Sacred Trees) (1993), estrenado en el año 1995 por Judith LeClair (solista) y la Filarmónica de Nueva York.
- Concierto para chelo y orquesta (1994), estrenado el 7 de julio del mismo año por Yo-Yo Ma (para quien fue compuesto) y la Orquesta Sinfónica de Boston, bajo la dirección de John Williams.
- Variaciones sobre el «Feliz cumpleaños» (Variations on "Happy Birthday", 1995), compuesto para los cumpleaños de Itzhak Perlman, Seiji Ozawa y Yo-Yo Ma. Interpretado por la Orquesta Sinfónica de Boston, bajo la dirección de John Williams.
- Concierto para trompeta y orquesta (1996).
- Elegía para chelo y piano (1997), posteriormente arreglada para chelo y orquesta (2002). Basada en un tema de Siete años en el Tíbet.
- TreeSong, concierto para violín y orquesta (2000).
- Tres piezas para chelo solo (2000).
- Heartwood: apuntes líricos para chelo y orquesta (2002).
- Concierto for trompa y orquesta (2003). Estrenado por la Orquesta Sinfónica de Chicago en noviembre de 2003, con Dale Clevenger como solista.
- Soundings (2003), compuesta para el Walt Disney Concert Hall. Estrenada por la Filarmónica de Los Ángeles dirigida por John Williams, el 25 de octubre de 2003.
- Duo concertante para violín y viola (2007). Estrenado en Tanglewood en agosto de 2007.
- Concierto para viola y orquesta (2008). Se estrenó el 26 de mayo de este año, bajo la dirección de John Williams, e interpretado por la Orquesta Boston Pops y la violista principal de dicha orquesta, Cathy Basrak, a quien Williams le dedicó especialmente la obra. En el segundo movimiento del concierto hay un dueto con el timbalista principal de la orquesta, Timothy Genis, su esposo, llamado "Discusión Familiar"; en el tercer movimiento hay otro dueto, con la arpista Ann Hobson Pilot, que planeaba retirarse luego de la temporada pasada, pero Basrak le pidió quedarse lo suficiente como para interpretar el estreno. La obra termina de manera delicada, similar a una canción de cuna, como una referencia a las dos hijas de Basrak y Genis, de uno y tres años.[34]
- Concierto para arpa y orquesta ("On Willows and Birches") (2009), en elaboración. Su estreno mundial se realizará el primero de octubre de 2009 por parte de la Orquesta Sinfónica de Boston; es un tributo a Ann Hobson Pilot, la arpista principal de dicha orquesta,[35] que este año, luego de 40 años con la orquesta, se retirará.[34]

### Televisión
- Para la NBC:
  - NBC News - The Mission
    - NBC Nightly News.
    - The Today Show.
    - Meet The Press.

  - NBC Sunday Night Football[36]
- Cuentos asombrosos.
- Tierra de Gigantes.
- Perdidos en el espacio.
- El Túnel del Tiempo.
- Obi-Wan Kenobi[37]

### Juegos Olímpicos
Williams ha compuesto la música para 4 Juegos Olímpicos celebrados en los últimos 26 años. Estos son:
- "Olympic Fanfare and Theme" – Juegos Olímpicos de Los Ángeles 1984
  - Escrito específicamente para la ceremonia de apertura. En una reedición de 1996, la fanfarria de trompetas inicial fue reemplazada por la canción Bugler's Dream, un tema escrito por Leo Arnaud. Esta versión ha sido usada desde entonces por la NBC para todas sus coberturas olímpicas.
- "The Olympic Spirit" – Juegos Olímpicos de Seúl 1988
  - Encargado por la NBC Sports para su cobertura televisiva.
- "Summon the Heroes" – Juegos Olímpicos de Atlanta 1996
  - Escrita en conmemoración del centenario de los Juegos Olímpicos modernos. Estrenada el 19 de julio de 1996, la obra destaca por el imperante uso de las secciones de metal y viento y dura aproximadamente seis minutos.
- "Call of the Champions" – Juegos Olímpicos de Salt Lake City 2002

## Premios y candidaturas
A lo largo de su carrera cinematográfica John Williams ha ganado un total de cinco premios Óscar y cuatro premios Globo de Oro. Ha sido nominado en 21 ocasiones a los Globos de Oro y 59 veces a los premios Grammy. Con sus 52 nominaciones a los premios Óscar es la persona viva que más veces ha optado a este galardón, y la segunda persona más propuesta como candidata a los premios en la historia de la Academia (la primera es Walt Disney, con 59 candidaturas). Asimismo, John Williams es quien ha competido más veces contra sí mismo en una misma categoría de premios de la Academia. De sus candidaturas al Óscar, 47 corresponden a la categoría de mejor música y las cinco restantes a la categoría de mejor canción original. De hecho, las 5 estatuillas que ha ganado pertenecen: una, a la mejor música adaptada en 1971 con El violinista en el tejado, y cuatro más por la mejor música original, Tiburón (1975), Star Wars (1977), E.T., el extraterrestre (1982) y La lista de Schindler (1993).
La música que compuso para Guerra de las Galaxias fue elegida por el American Film Institute en el 2005 como Mejor banda sonora de película norteamericana de todos los tiempos en una lista conformada por 25 piezas musicales. En la misma lista, la música de Tiburón alcanzó la sexta posición, y la de E.T. la decimocuarta posición.
Le fue concedida la Medalla Nacional de las Artes en el 2009. En el 2003, recibió la Orden Olímpica, el más alto honor del COI, por sus contribuciones al movimiento olímpico. Ingresó en la Academia Americana de las Artes y las Ciencias en 2009.
En 2020 fue galardonado junto con Ennio Morricone con el premio Princesa de Asturias de las Artes, aunque no acudió a recogerlo y grabó un vídeo de agradecimiento.